# FC Pálava Mikulov
FC Pálava Mikulov (celým názvem: Football Club Pálava Mikulov) je český fotbalový klub, který sídlí v Mikulově v Jihomoravském kraji. Založen byl roku 1934. Od sezony 2022/23 nastupuje v Okresním přeboru Břeclavska (8. nejvyšší soutěž).
Největším úspěchem klubu jsou čtyři vítězství v I. A třídě (1977/78, 1982/83, 1993/94 a 2001/02), na něž navázala účast v celkem 14 ročnících nejvyšší jihomoravské soutěže (1978/79, 1983/84–1985/86, 1994/95–1996/97 a 2002/03–2008/09), z čehož ročník 1978/79 byl čtvrtoligový.
Na jaře 2008 zde hrál mj. Milan Macík. Od srpna 2010 byl hráčem Pálavy Mikulov bývalý slovenský mládežnický talent Peter Hrubina.

## Historické názvy
Zdroj: 
- 1934 – SK Mikulov (Sportovní klub Mikulov)
- 1938 – Přerušil činnost
- 1945 – Obnovil činnost
- 1949 – JTO Sokol Mikulov (Jednotná tělovýchovná organisace Sokol Mikulov)
- 1953 – DSO Slavoj Mikulov (Dobrovolná sportovní organisace Slavoj Mikulov)
- 1957 – TJ Slavoj Mikulov (Tělovýchovná jednota Slavoj Mikulov)
- 1972 – TJ Pálava Mikulov (Tělovýchovná jednota Pálava Mikulov)
- 1991 – FC Pálava Mikulov (Football Club Pálava Mikulov)
- 2019 – FK FC Pálava Mikulov (Fotbalový klub Football Club Pálava Mikulov)
- 2021 – FK FC Pálava Mikulov spolek (Fotbalový klub Football Club Pálava Mikulov spolek)

## Stručná historie kopané v Mikulově
Ve svých počátcích byl mikulovský SK začleněn do slovácké fotbalové župy, kde hrával převážně s družstvy z Hodonínska okresní soutěž. Kromě SK Mikulov působily ve městě tři německé fotbalové kluby – ASK, Makkabi a DSV Nikolsburg, který byl nejsilnějším klubem na Mikulovsku a hrával v německém regionu divizi. Po druhé světové válce klub obnovil činnost, jeho hlavním patronem se staly Vinařské závody Mikulov, jejichž podpora sehrála klíčovou úlohu při rozvoji organizovaného sportu v Mikulově.

## Zázemí klubu
Až do roku 1980 se hrávalo pouze na škvárovém hřišti, poté se díky konání okrskové spartakiády podařilo získat dotaci na vybudování travnatého hřiště. Největším problémem však byl havarijní stav kabin, oddíl hrál soutěže dokonce na výjimku fotbalového svazu a hrozilo, že hřiště bude – pokud nedojde k zásadnímu řešení havarijního stavu – uzavřeno a mikulovský fotbal zanikne. Tyto problémy se podařilo během 80. a 90. let vyřešit, dnes má klub k dispozici travnatou plochu Městského fotbalového stadionu s rozměry 97×62 metrů a kapacitou 2 000 míst, z čehož je 800 k sezení. Ve sportovním areálu je k dispozici i hřiště s umělou trávou III. generace.

## Umístění v jednotlivých sezonách
Stručný přehled
- 1947–1948: II. třída BZMŽF – okrsek X
- 1950: II. třída Brněnského kraje – okrsek IV
- 1963–1964: I. B třída Jihomoravského kraje – sk. D
- 1968–1969: I. B třída Jihomoravské oblasti – sk. B
- 1969–1971: I. A třída Jihomoravské župy – sk. B
- 1971–1972: I. B třída Jihomoravské župy – sk. B
- 1972–1975: I. B třída Jihomoravského kraje – sk. D
- 1977–1978: I. A třída Jihomoravského kraje – sk. B
- 1978–1979: Jihomoravský krajský přebor
- 1979–1983: I. A třída Jihomoravského kraje – sk. A
- 1983–1986: Jihomoravský krajský přebor – sk. A
- 1989–1991: Okresní přebor Břeclavska
- 1991–1992: I. B třída Jihomoravské župy – sk. B
- 1992–1994: I. A třída Jihomoravské župy – sk. A
- 1994–1997: Jihomoravský župní přebor
- 1997–2002: I. A třída Jihomoravské župy – sk. B
- 2002–2009: Přebor Jihomoravského kraje
- 2009–2010: I. A třída Jihomoravského kraje – sk. B
- 2010–2012: I. A třída Jihomoravského kraje – sk. A
- 2012–2013: I. B třída Jihomoravského kraje – sk. C
- 2013–2015: I. B třída Jihomoravského kraje – sk. B
- 2015–2016: I. A třída Jihomoravského kraje – sk. B
- 2016–2019: I. B třída Jihomoravského kraje – sk. C
- 2019–2020: Okresní soutěž Břeclavska – sk. B
- 2020–2021: Okresní soutěž Břeclavska – sk. A
- 2021–2022: Okresní soutěž Břeclavska – sk. B
- 2022–2024: Okresní přebor Břeclavska
- 2024–: I. B třída Jihomoravského kraje – sk. C

Jednotlivé ročníky
Legenda: Z – zápasy, V – výhry, R – remízy, P – porážky, VG – vstřelené góly, OG – obdržené góly, +/− – rozdíl skóre, B – body, červené podbarvení – sestup, zelené podbarvení – postup, fialové podbarvení – reorganizace, změna skupiny či soutěže
| Československo (1947 – 1993) |                                         |        |                                                                   |                                                                   |                                                                   |                                                                   |                                                                   |                                                                   |                                                                   |                                                                   |                                                                   |                                                                   |                                                                   |
| Sezóny                       | Liga                                    | Úroveň | Z                                                                 | V                                                                 | R                                                                 | P                                                                 | VG                                                                | OG                                                                | +/−                                                               | B                                                                 | Pozice                                                            |                                                                   |                                                                   |
| 1947/48                      | II. třída BZMŽF – okrsek X              | 5      | 16                                                                | 5                                                                 | 3                                                                 | 8                                                                 | 42                                                                | 62                                                                | −20                                                               | 13                                                                | 6.                                                                |                                                                   |                                                                   |
| ...                          |                                         |        |                                                                   |                                                                   |                                                                   |                                                                   |                                                                   |                                                                   |                                                                   |                                                                   |                                                                   |                                                                   |                                                                   |
| 1950                         | II. třída Brněnského kraje – okrsek IV  | 5      | 22                                                                | 10                                                                | 5                                                                 | 7                                                                 | 58                                                                | 51                                                                | +7                                                                | 25                                                                | 3.                                                                |                                                                   |                                                                   |
| ...                          |                                         |        |                                                                   |                                                                   |                                                                   |                                                                   |                                                                   |                                                                   |                                                                   |                                                                   |                                                                   |                                                                   |                                                                   |
| 1963/64                      | I. B třída Jihomoravského kraje – sk. B | 5      | 22                                                                | 6                                                                 | 3                                                                 | 13                                                                | 27                                                                | 58                                                                | −31                                                               | 15                                                                | 11.                                                               |                                                                   |                                                                   |
| ...                          |                                         |        |                                                                   |                                                                   |                                                                   |                                                                   |                                                                   |                                                                   |                                                                   |                                                                   |                                                                   |                                                                   |                                                                   |
| 1968/69                      | I. B třída Jihomoravské oblasti – sk. D | 6      | 26                                                                | 15                                                                | 7                                                                 | 4                                                                 | 58                                                                | 33                                                                | +25                                                               | 37                                                                | 1.                                                                |                                                                   |                                                                   |
| 1969/70                      | I. A třída Jihomoravské župy – sk. B    | 6      | 26                                                                | 11                                                                | 6                                                                 | 9                                                                 | 36                                                                | 31                                                                | +4                                                                | 28                                                                | 5.                                                                |                                                                   |                                                                   |
| 1970/71                      | I. A třída Jihomoravské župy – sk. B    | 6      | 26                                                                | 2                                                                 | 8                                                                 | 16                                                                | 28                                                                | 62                                                                | −34                                                               | 12                                                                | 13.                                                               |                                                                   |                                                                   |
| 1971/72                      | I. B třída Jihomoravské župy – sk. B    | 7      | 26                                                                | 10                                                                | 5                                                                 | 11                                                                | 44                                                                | 49                                                                | −5                                                                | 25                                                                | 9.                                                                |                                                                   |                                                                   |
| 1972/73                      | I. B třída Jihomoravského kraje – sk. B | 7      | 22                                                                | 8                                                                 | 5                                                                 | 9                                                                 | 35                                                                | 32                                                                | +3                                                                | 21                                                                | 13.                                                               |                                                                   |                                                                   |
| 1973/74                      | I. B třída Jihomoravského kraje – sk. B | 7      | 26                                                                | 12                                                                | 2                                                                 | 12                                                                | 55                                                                | 51                                                                | +4                                                                | 26                                                                | 8.                                                                |                                                                   |                                                                   |
| 1974/75                      | I. B třída Jihomoravského kraje – sk. B | 7      | 26                                                                | ...                                                               | ...                                                               | ...                                                               | ...                                                               | ...                                                               | ...                                                               | 24                                                                | 9.                                                                |                                                                   |                                                                   |
| ...                          |                                         |        |                                                                   |                                                                   |                                                                   |                                                                   |                                                                   |                                                                   |                                                                   |                                                                   |                                                                   |                                                                   |                                                                   |
| 1977/78                      | I. A třída Jihomoravského kraje – sk. B | 5      | 26                                                                | ...                                                               | ...                                                               | ...                                                               | ...                                                               | ...                                                               | ...                                                               | ...                                                               | 1.                                                                |                                                                   |                                                                   |
| 1978/79                      | Jihomoravský krajský přebor             | 4      | 30                                                                | 6                                                                 | 5                                                                 | 19                                                                | 25                                                                | 67                                                                | −42                                                               | 17                                                                | 16.                                                               |                                                                   |                                                                   |
| 1979/80                      | I. A třída Jihomoravského kraje – sk. A | 5      | 30                                                                | 12                                                                | 6                                                                 | 12                                                                | 48                                                                | 60                                                                | −12                                                               | 30                                                                | 10.                                                               |                                                                   |                                                                   |
| 1980/81                      | I. A třída Jihomoravského kraje – sk. A | 5      | 30                                                                | 13                                                                | 8                                                                 | 9                                                                 | 64                                                                | 44                                                                | +20                                                               | 34                                                                | 3.                                                                |                                                                   |                                                                   |
| 1981/82                      | I. A třída Jihomoravského kraje – sk. A | 6      | 30                                                                | 14                                                                | 6                                                                 | 10                                                                | 54                                                                | 43                                                                | +11                                                               | 34                                                                | 5.                                                                |                                                                   |                                                                   |
| 1982/83                      | I. A třída Jihomoravského kraje – sk. A | 6      | 30                                                                | 17                                                                | 8                                                                 | 5                                                                 | 61                                                                | 33                                                                | +28                                                               | 42                                                                | 1.                                                                |                                                                   |                                                                   |
| 1983/84                      | Jihomoravský krajský přebor – sk. A     | 5      | 26                                                                | 11                                                                | 6                                                                 | 9                                                                 | 51                                                                | 47                                                                | +4                                                                | 28                                                                | 5.                                                                |                                                                   |                                                                   |
| 1984/85                      | Jihomoravský krajský přebor – sk. A     | 5      | 26                                                                | 11                                                                | 6                                                                 | 9                                                                 | 41                                                                | 44                                                                | −3                                                                | 28                                                                | 6.                                                                |                                                                   |                                                                   |
| 1985/86                      | Jihomoravský krajský přebor – sk. A     | 5      | 26                                                                | 4                                                                 | 6                                                                 | 16                                                                | 24                                                                | 56                                                                | −32                                                               | 14                                                                | 13.                                                               |                                                                   |                                                                   |
| ...                          |                                         |        |                                                                   |                                                                   |                                                                   |                                                                   |                                                                   |                                                                   |                                                                   |                                                                   |                                                                   |                                                                   |                                                                   |
| 1989/90                      | Okresní přebor Břeclavska               | 8      | 26                                                                | 13                                                                | 7                                                                 | 6                                                                 | 45                                                                | 28                                                                | +17                                                               | 33                                                                | 4.                                                                |                                                                   |                                                                   |
| 1990/91                      | Okresní přebor Břeclavska               | 8      | 26                                                                | 15                                                                | 7                                                                 | 4                                                                 | 53                                                                | 28                                                                | +25                                                               | 37                                                                | 2.                                                                |                                                                   |                                                                   |
| 1991/92                      | I. B třída Jihomoravské župy – sk. B    | 7      | 26                                                                | 17                                                                | 2                                                                 | 7                                                                 | 58                                                                | 23                                                                | +35                                                               | 36                                                                | 1.                                                                |                                                                   |                                                                   |
| 1992/93                      | I. A třída Jihomoravské župy – sk. A    | 6      | 26                                                                | 13                                                                | 0                                                                 | 13                                                                | 35                                                                | 35                                                                | 0                                                                 | 26                                                                | 5.                                                                |                                                                   |                                                                   |
| Česko (1993 – )              |                                         |        |                                                                   |                                                                   |                                                                   |                                                                   |                                                                   |                                                                   |                                                                   |                                                                   |                                                                   |                                                                   |                                                                   |
| Sezóna                       | Liga                                    | Úroveň | Z                                                                 | V                                                                 | R                                                                 | P                                                                 | VG                                                                | OG                                                                | +/−                                                               | B                                                                 | Pozice                                                            |                                                                   |                                                                   |
| 1993/94                      | I. A třída Jihomoravské župy – sk. A    | 6      | 26                                                                | 18                                                                | 3                                                                 | 5                                                                 | 60                                                                | 15                                                                | +45                                                               | 39                                                                | 1.                                                                |                                                                   |                                                                   |
| 1994/95                      | Jihomoravský župní přebor               | 5      | 30                                                                | 15                                                                | 5                                                                 | 10                                                                | 60                                                                | 40                                                                | +20                                                               | 60                                                                | 6.                                                                |                                                                   |                                                                   |
| 1995/96                      | Jihomoravský župní přebor               | 5      | 30                                                                | 10                                                                | 6                                                                 | 14                                                                | 52                                                                | 57                                                                | −5                                                                | 36                                                                | 12.                                                               |                                                                   |                                                                   |
| 1996/97                      | Jihomoravský župní přebor               | 5      | 30                                                                | 6                                                                 | 7                                                                 | 17                                                                | 40                                                                | 68                                                                | −28                                                               | 25                                                                | 15.                                                               |                                                                   |                                                                   |
| 1997/98                      | I. A třída Jihomoravské župy – sk. B    | 6      | 26                                                                | 8                                                                 | 9                                                                 | 9                                                                 | 43                                                                | 37                                                                | +6                                                                | 33                                                                | 11.                                                               |                                                                   |                                                                   |
| 1998/99                      | I. A třída Jihomoravské župy – sk. B    | 6      | 26                                                                | 9                                                                 | 7                                                                 | 10                                                                | 47                                                                | 55                                                                | −8                                                                | 34                                                                | 10.                                                               |                                                                   |                                                                   |
| 1999/00                      | I. A třída Jihomoravské župy – sk. B    | 6      | 26                                                                | ...                                                               | ...                                                               | ...                                                               | ...                                                               | ...                                                               | ...                                                               |                                                                   |                                                                   |                                                                   |                                                                   |
| 2000/01                      | I. A třída Jihomoravské župy – sk. B    | 6      | 26                                                                | 13                                                                | 2                                                                 | 11                                                                | 52                                                                | 39                                                                | +13                                                               | 41                                                                | 5.                                                                |                                                                   |                                                                   |
| 2001/02                      | I. A třída Jihomoravské župy – sk. B    | 6      | 26                                                                | 16                                                                | 6                                                                 | 4                                                                 | 60                                                                | 29                                                                | +31                                                               | 54                                                                | 1.                                                                |                                                                   |                                                                   |
| 2002/03                      | Přebor Jihomoravského kraje             | 5      | 30                                                                | 10                                                                | 7                                                                 | 13                                                                | 35                                                                | 50                                                                | −15                                                               | 37                                                                | 9.                                                                |                                                                   |                                                                   |
| 2003/04                      | Přebor Jihomoravského kraje             | 5      | 30                                                                | 10                                                                | 4                                                                 | 16                                                                | 43                                                                | 49                                                                | −6                                                                | 34                                                                | 14.                                                               |                                                                   |                                                                   |
| 2004/05                      | Přebor Jihomoravského kraje             | 5      | 30                                                                | 12                                                                | 6                                                                 | 12                                                                | 57                                                                | 40                                                                | +17                                                               | 42                                                                | 7.                                                                |                                                                   |                                                                   |
| 2005/06                      | Přebor Jihomoravského kraje             | 5      | 30                                                                | 11                                                                | 7                                                                 | 12                                                                | 46                                                                | 45                                                                | +1                                                                | 40                                                                | 9.                                                                |                                                                   |                                                                   |
| 2006/07                      | Přebor Jihomoravského kraje             | 5      | 30                                                                | 10                                                                | 5                                                                 | 15                                                                | 42                                                                | 39                                                                | +3                                                                | 35                                                                | 12.                                                               |                                                                   |                                                                   |
| 2007/08                      | Přebor Jihomoravského kraje             | 5      | 30                                                                | 11                                                                | 4                                                                 | 15                                                                | 58                                                                | 58                                                                | 0                                                                 | 37                                                                | 13.                                                               |                                                                   |                                                                   |
| 2008/09                      | Přebor Jihomoravského kraje             | 5      | 30                                                                | 6                                                                 | 6                                                                 | 18                                                                | 30                                                                | 49                                                                | −19                                                               | 24                                                                | 15.                                                               |                                                                   |                                                                   |
| 2009/10                      | I. A třída Jihomoravského kraje – sk. B | 6      | 26                                                                | 9                                                                 | 6                                                                 | 11                                                                | 44                                                                | 50                                                                | −6                                                                | 33                                                                | 10.                                                               |                                                                   |                                                                   |
| 2010/11                      | I. A třída Jihomoravského kraje – sk. A | 6      | 26                                                                | 11                                                                | 7                                                                 | 8                                                                 | 39                                                                | 33                                                                | +6                                                                | 40                                                                | 5.                                                                |                                                                   |                                                                   |
| 2011/12                      | I. A třída Jihomoravského kraje – sk. A | 6      | 26                                                                | 4                                                                 | 3                                                                 | 19                                                                | 30                                                                | 80                                                                | −50                                                               | 15                                                                | 14.                                                               |                                                                   |                                                                   |
| 2012/13                      | I. B třída Jihomoravského kraje – sk. C | 7      | 26                                                                | 9                                                                 | 4                                                                 | 13                                                                | 45                                                                | 79                                                                | −34                                                               | 31                                                                | 10.                                                               |                                                                   |                                                                   |
| 2013/14                      | I. B třída Jihomoravského kraje – sk. B | 7      | 26                                                                | 14                                                                | 6                                                                 | 6                                                                 | 58                                                                | 35                                                                | +23                                                               | 48                                                                | 3.                                                                |                                                                   |                                                                   |
| 2014/15                      | I. B třída Jihomoravského kraje – sk. B | 7      | 26                                                                | 12                                                                | 8                                                                 | 6                                                                 | 56                                                                | 37                                                                | +19                                                               | 44                                                                | 3.                                                                |                                                                   |                                                                   |
| 2015/16                      | I. A třída Jihomoravského kraje – sk. B | 6      | 26                                                                | 2                                                                 | 8                                                                 | 16                                                                | 30                                                                | 71                                                                | −41                                                               | 14                                                                | 14.                                                               |                                                                   |                                                                   |
| 2016/17                      | I. B třída Jihomoravského kraje – sk. C | 7      | 26                                                                | 7                                                                 | 5                                                                 | 14                                                                | 40                                                                | 57                                                                | −17                                                               | 19                                                                | 12.                                                               |                                                                   |                                                                   |
| 2017/18                      | I. B třída Jihomoravského kraje – sk. C | 7      | 26                                                                | 8                                                                 | 4                                                                 | 14                                                                | 41                                                                | 50                                                                | −9                                                                | 28                                                                | 11.                                                               |                                                                   |                                                                   |
| 2018/19                      | I. B třída Jihomoravského kraje – sk. C | 7      | Mužstvo bylo po podzimu odhlášeno a jeho výsledky byly anulovány. | Mužstvo bylo po podzimu odhlášeno a jeho výsledky byly anulovány. | Mužstvo bylo po podzimu odhlášeno a jeho výsledky byly anulovány. | Mužstvo bylo po podzimu odhlášeno a jeho výsledky byly anulovány. | Mužstvo bylo po podzimu odhlášeno a jeho výsledky byly anulovány. | Mužstvo bylo po podzimu odhlášeno a jeho výsledky byly anulovány. | Mužstvo bylo po podzimu odhlášeno a jeho výsledky byly anulovány. | Mužstvo bylo po podzimu odhlášeno a jeho výsledky byly anulovány. | Mužstvo bylo po podzimu odhlášeno a jeho výsledky byly anulovány. | Mužstvo bylo po podzimu odhlášeno a jeho výsledky byly anulovány. | Mužstvo bylo po podzimu odhlášeno a jeho výsledky byly anulovány. |
| 2019/20                      | Okresní soutěž Břeclavska – sk. B       | 9      | 14                                                                | 10                                                                | 0                                                                 | 4                                                                 | 51                                                                | 23                                                                | +28                                                               | 30                                                                | 2.                                                                |                                                                   |                                                                   |
| 2020/21                      | Okresní soutěž Břeclavska – sk. A       | 9      | 9                                                                 | 6                                                                 | 0                                                                 | 3                                                                 | 27                                                                | 11                                                                | +16                                                               | 18                                                                | 4.                                                                |                                                                   |                                                                   |
| 2021/22                      | Okresní soutěž Břeclavska – sk. B       | 9      | 18                                                                | 14                                                                | 1                                                                 | 3                                                                 | 57                                                                | 18                                                                | +39                                                               | 43                                                                | 1.                                                                |                                                                   |                                                                   |
| 2022/23                      | Okresní přebor Břeclavska               | 8      | 24                                                                | 12                                                                | 4                                                                 | 8                                                                 | 71                                                                | 33                                                                | +33                                                               | 40                                                                | 5.                                                                |                                                                   |                                                                   |
| 2023/24                      | Okresní přebor Břeclavska               | 8      | 26                                                                | 21                                                                | 5                                                                 | 0                                                                 | 101                                                               | 22                                                                | +79                                                               | 68                                                                | 1.                                                                |                                                                   |                                                                   |
| 2024/25                      | I. B třída Jihomoravského kraje – sk. C | 7      | 25                                                                | 13                                                                | 3                                                                 | 9                                                                 | 52                                                                | 39                                                                | +12                                                               | 42                                                                | 5.                                                                |                                                                   |                                                                   |

Poznámky:
- 2014/15: Postoupilo taktéž vítězné mužstvo TJ Čechie Zastávka. Mužstvo TJ Sokol Blížkovice se postupu vzdalo ve prospěch Mikulova.[20]
- 2019/20 a 2020/21: Tyto sezony byly ukončeny předčasně z důvodu pandemie covidu-19 v Česku.

## FC Pálava Mikulov „B“
FC Pálava Mikulov „B“ byl rezervním mužstvem Mikulova, který hrál od sezony 2012/13 v Okresní soutěži Břeclavska (9. nejvyšší soutěž). Zanikl po sezoně 2018/19 v souvislosti s pádem A-mužstva do okresních soutěží.

### Umístění v jednotlivých sezonách
Stručný přehled
- 1987–1988: Okresní soutěž Břeclavska – sk. A
- 1991–1992: Okresní soutěž Břeclavska – sk. A
- 2003–2007: Okresní soutěž Břeclavska – sk. A
- 2007–2009: Okresní přebor Břeclavska
- 2009–2010: bez soutěže
- 2010–2011: Základní třída Břeclavska – sk. A
- 2011–2012: Základní třída Břeclavska – sk. B
- 2012–2017: Okresní soutěž Břeclavska – sk. A
- 2017–2019: Okresní soutěž Břeclavska – sk. B

Jednotlivé ročníky
Legenda: Z – zápasy, V – výhry, R – remízy, P – porážky, VG – vstřelené góly, OG – obdržené góly, +/− – rozdíl skóre, B – body, červené podbarvení – sestup, zelené podbarvení – postup, fialové podbarvení – reorganizace, změna skupiny či soutěže
| Československo (1987 – 1993) |                                              |                                              |                                              |                                              |                                              |                                              |                                              |                                              |                                              |                                              |                                              |
| Sezóny                       | Liga                                         | Úroveň                                       | Z                                            | V                                            | R                                            | P                                            | VG                                           | OG                                           | +/−                                          | B                                            | Pozice                                       |
| 1987/88                      | Okresní soutěž Břeclavska – sk. A            | 9                                            | 26                                           | 11                                           | 7                                            | 8                                            | 50                                           | 44                                           | +6                                           | 29                                           | 5.                                           |
| ...                          |                                              |                                              |                                              |                                              |                                              |                                              |                                              |                                              |                                              |                                              |                                              |
| 1991/92                      | Okresní soutěž Břeclavska – sk. B            | 9                                            | 26                                           | 9                                            | 5                                            | 12                                           | 35                                           | 54                                           | −19                                          | 23                                           | 8.                                           |
| ...                          |                                              |                                              |                                              |                                              |                                              |                                              |                                              |                                              |                                              |                                              |                                              |
| Česko (1993 – 2019)          |                                              |                                              |                                              |                                              |                                              |                                              |                                              |                                              |                                              |                                              |                                              |
| Sezóna                       | Liga                                         | Úroveň                                       | Z                                            | V                                            | R                                            | P                                            | VG                                           | OG                                           | +/−                                          | B                                            | Pozice                                       |
| ...                          |                                              |                                              |                                              |                                              |                                              |                                              |                                              |                                              |                                              |                                              |                                              |
| 2003/04                      | Okresní soutěž Břeclavska – sk. B            | 9                                            | 26                                           | 9                                            | 6                                            | 11                                           | 45                                           | 43                                           | +2                                           | 33                                           | 7.                                           |
| 2004/05                      | Okresní soutěž Břeclavska – sk. A            | 9                                            | 26                                           | 13                                           | 4                                            | 9                                            | 61                                           | 47                                           | +14                                          | 43                                           | 4.                                           |
| 2005/06                      | Okresní soutěž Břeclavska – sk. A            | 9                                            | 26                                           | 11                                           | 3                                            | 12                                           | 56                                           | 59                                           | −3                                           | 36                                           | 6.                                           |
| 2006/07                      | Okresní soutěž Břeclavska – sk. A            | 9                                            | 26                                           | 22                                           | 1                                            | 3                                            | 79                                           | 27                                           | +52                                          | 67                                           | 1.                                           |
| 2007/08                      | Okresní přebor Břeclavska                    | 8                                            | 26                                           | 11                                           | 2                                            | 13                                           | 52                                           | 55                                           | −3                                           | 35                                           | 9.                                           |
| 2008/09                      | Okresní přebor Břeclavska                    | 8                                            | 26                                           | 5                                            | 2                                            | 19                                           | 32                                           | 95                                           | −63                                          | 17                                           | 14.                                          |
| 2009/10                      | B-mužstvo nebylo přihlášeno v žádné soutěži. | B-mužstvo nebylo přihlášeno v žádné soutěži. | B-mužstvo nebylo přihlášeno v žádné soutěži. | B-mužstvo nebylo přihlášeno v žádné soutěži. | B-mužstvo nebylo přihlášeno v žádné soutěži. | B-mužstvo nebylo přihlášeno v žádné soutěži. | B-mužstvo nebylo přihlášeno v žádné soutěži. | B-mužstvo nebylo přihlášeno v žádné soutěži. | B-mužstvo nebylo přihlášeno v žádné soutěži. | B-mužstvo nebylo přihlášeno v žádné soutěži. | B-mužstvo nebylo přihlášeno v žádné soutěži. |
| 2010/11                      | Základní třída Břeclavska – sk. A            | 10                                           | 28                                           | 26                                           | 1                                            | 1                                            | 125                                          | 23                                           | +102                                         | 79                                           | 1.                                           |
| 2011/12                      | Základní třída Břeclavska – sk. B            | 10                                           | 20                                           | 19                                           | 0                                            | 1                                            | 109                                          | 18                                           | +91                                          | 57                                           | 1.                                           |
| 2012/13                      | Okresní soutěž Břeclavska – sk. A            | 9                                            | 26                                           | 20                                           | 4                                            | 2                                            | 92                                           | 34                                           | +58                                          | 64                                           | 1.                                           |
| 2013/14                      | Okresní soutěž Břeclavska – sk. A            | 9                                            | 26                                           | 14                                           | 2                                            | 10                                           | 70                                           | 45                                           | +25                                          | 44                                           | 2.                                           |
| 2014/15                      | Okresní soutěž Břeclavska – sk. A            | 9                                            | 22                                           | 14                                           | 3                                            | 5                                            | 65                                           | 33                                           | +32                                          | 45                                           | 3.                                           |
| 2015/16                      | Okresní soutěž Břeclavska – sk. A            | 9                                            | 24                                           | 11                                           | 3                                            | 10                                           | 53                                           | 48                                           | +5                                           | 36                                           | 6.                                           |
| 2016/17                      | Okresní soutěž Břeclavska – sk. A            | 9                                            | 26                                           | 13                                           | 4                                            | 9                                            | 72                                           | 50                                           | +22                                          | 43                                           | 3.                                           |
| 2017/18                      | Okresní soutěž Břeclavska – sk. B            | 9                                            | 26                                           | 15                                           | 4                                            | 7                                            | 77                                           | 48                                           | +29                                          | 49                                           | 2.                                           |
| 2018/19                      | Okresní soutěž Břeclavska – sk. B            | 9                                            | 26                                           | 16                                           | 2                                            | 8                                            | 75                                           | 37                                           | +38                                          | 50                                           | 5.                                           |

Poznámky:
- 2010/11: Mužstvo se postupu zřeklo.
- 2012/13: Mužstvo se postupu zřeklo.